# 오라녜나사우 공자빈 마릴레너 반 볼렌호벤
오라녜나사우 공자빈 마릴레너 반 볼렌호벤(Princess Marilène of Orange-Nassau, van Vollenhoven-van den Broek (née Marie-Hélène Angela van den Broek, 1970년 2월 4일 ~ )은 오라녜나사우 공자 마우리츠 반 볼렌호벤의 부인으로 2013년 빌럼알렉산더르 왕의 즉위로 마우리츠 왕자가 군림하는 군주와 너무 먼 친척이 될 때까지 네덜란드 왕실의 일원이었다. 그녀는 더 큰 네덜란드 왕실의 일원으로 남아있다.